# Čelechovice na Hané
Čelechovice na Hané é uma comuna checa localizada na região de Olomouc, distrito de Prostějov.